# Zabilje
Zabilje je naseljeno mjesto u općini Vitez, Federacija Bosne i Hercegovine, BiH.

## Stanovništvo

### 1991.
Nacionalni sastav stanovništva 1991. godine, bio je sljedeći:
ukupno: 631
- Hrvati - 614
- ostali, neopredijeljeni i nepoznato - 17

### 2013.
Nacionalni sastav stanovništva 2013. godine, bio je sljedeći:
ukupno: 1.225
- Hrvati - 1.207
- Srbi - 7
- Bošnjaci - 3
- ostali, neopredijeljeni i nepoznato - 8